# Matheus Lima Magalhães
Matheus Lima Magalhães, conosciuto semplicemente come Matheus (Minas Gerais, 29 marzo 1992), è un calciatore brasiliano, portiere della Stella Rossa.

## Biografia
Ha un fratello, Moisés, che gioca come centrocampista.

## Carriera
Cresciuto nelle giovanili dell'América-MG, fa il suo debutto in prima squadra nel 2012 nel match perso 2-0 contro il Bragantino.
Nel 2014 viene ceduto al Braga, con cui esordisce il 27 settembre nel match vinto 3-0 contro il Rio Ave. 

## Statistiche

### Presenze e reti nei club
Statistiche aggiornate al 12 dicembre 2024.
| Stagione          | Squadra           | Campionato        | Campionato | Campionato | Coppe nazionali | Coppe nazionali | Coppe nazionali | Coppe continentali | Coppe continentali | Coppe continentali | Altre coppe | Altre coppe | Altre coppe | Totale | Totale |
| Stagione          | Squadra           | Comp              | Pres       | Reti       | Comp            | Pres            | Reti            | Comp               | Pres               | Reti               | Comp        | Pres        | Reti        | Pres   | Reti   |
| ----------------- | ----------------- | ----------------- | ---------- | ---------- | --------------- | --------------- | --------------- | ------------------ | ------------------ | ------------------ | ----------- | ----------- | ----------- | ------ | ------ |
| 2012              | América-MG        | M1/MG+B           | 0+4        | -8         | CB              | 0               | 0               | -                  | -                  | -                  | -           | -           | -           | 4      | -8     |
| 2013              | América-MG        | M1/MG+B           | 1+33       | -2 + -34   | CB              | 2               | -4              | -                  | -                  | -                  | -           | -           | -           | 36     | -40    |
| 2014              | América-MG        | M1/MG+B           | 13+10      | -17 + -12  | CB              | 3               | -2              | -                  | -                  | -                  | -           | -           | -           | 26     | -31    |
| Totale América-MG | Totale América-MG | Totale América-MG | 61         | -73        |                 | 5               | -6              |                    | -                  | -                  |             | -           | -           | 66     | -79    |
| 2014-2015         | Braga             | PL                | 23         | -23        | CP+CdL          | 0               | 0               | -                  | -                  | -                  | -           | -           | -           | 23     | -23    |
| 2015-2016         | Braga             | PL                | 3          | -6         | CP+CdL          | 6+4             | -3 + -3         | UEL                | 12                 | -15                | -           | -           | -           | 25     | -27    |
| 2016-2017         | Braga             | PL                | 6          | -8         | CP+CdL          | 0+5             | -3              | UEL                | 4                  | -5                 | SP          | 0           | 0           | 15     | -16    |
| 2017-2018         | Braga             | PL                | 34         | -29        | CP+CdL          | 1+2             | -1 + -3         | UEL                | 12                 | -16                | -           | -           | -           | 49     | -49    |
| 2018-2019         | Braga             | PL                | 3          | -6         | CP+CdL          | 0               | 0               | UEL                | 2                  | -3                 | -           | -           | -           | 5      | -9     |
| 2019-2020         | Braga             | PL                | 29         | -37        | CP+CdL          | 0+4             | -3              | UEL                | 8                  | -9                 | -           | -           | -           | 41     | -49    |
| 2020-2021         | Braga             | PL                | 32         | -33        | CP+CdL          | 4+3             | -4 + -3         | UEL                | 6                  | -12                | -           | -           | -           | 45     | -52    |
| 2021-2022         | Braga             | PL                | 32         | -28        | CP+CdL          | 1+0             | -1              | UEL                | 11                 | -12                | SP          | 1           | -2          | 45     | -43    |
| 2022-2023         | Braga             | PL                | 32         | -28        | CP+CdL          | 4+2             | -5 + -5         | UEL+UECL           | 6+1                | -7 + -4            | -           | -           | -           | 45     | -49    |
| 2023-2024         | Braga             | PL                | 34         | -50        | CP+CdL          | 0+2             | -1              | UCL+UEL            | 10+2               | -14 + -6           | -           | -           | -           | 48     | -71    |
| 2024-2025         | Braga             | PL                | 12         | -13        | CP+CdL          | 1+1             | 0 + -1          | UEL                | 11                 | -12                | -           | -           | -           | 25     | -26    |
| Totale Braga      | Totale Braga      | Totale Braga      | 240        | -261       |                 | 40              | -36             |                    | 85                 | -115               |             | 1           | -2          | 366    | -414   |
| Totale carriera   | Totale carriera   | Totale carriera   | 301        | -334       |                 | 45              | -42             |                    | 85                 | -115               |             | 1           | -2          | 432    | -493   |

## Palmarès

### Club

#### Competizioni nazionali
- Coppa del Portogallo: 2

Braga: 2015-2016, 2020-2021
- Coppa di Lega portoghese: 2

Braga: 2019-2020, 2023-2024